# عشرة مبادئ لإنشاء نظام أيديولوجي متآلف

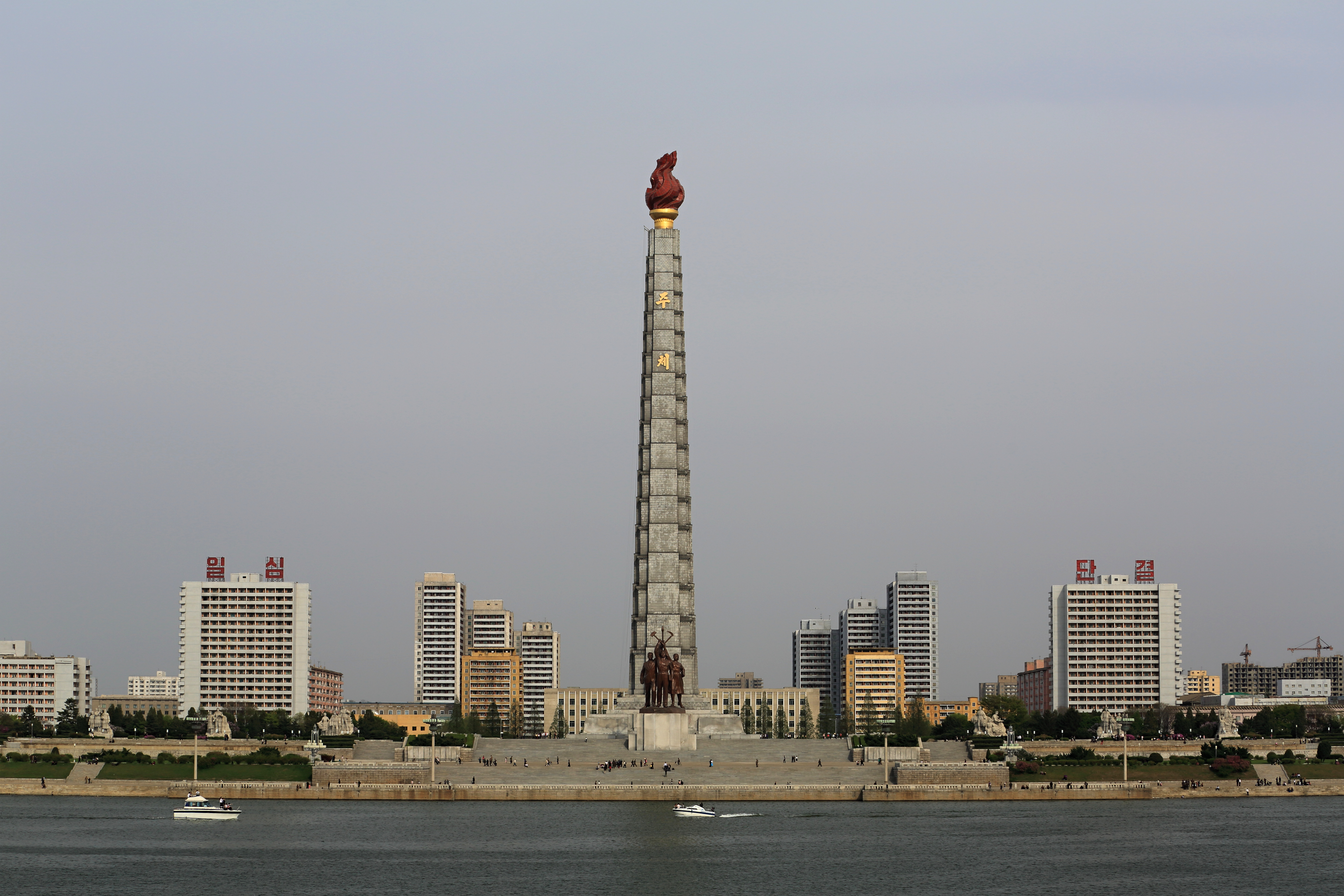

المبادئ العشرة لإنشاء نظام أيديولوجي متآلف ( (هانغل: ; هانجا: 당의 유일사상체계확립의 10대 원칙)؛ يعرف أيضًا باسم المبادئ العشرة لنظام الإيديولوجيا الواحدة ) عبارة عن مجموعة من عشرة مبادئ وخمسة وستين مادة تضع معايير للحكم وتوجيه سلوكيات شعب كوريا الشمالية.
تم اقتراح المبادئ في الأصل في عام 1967 من قبل كيم يونج جو، الأخ الأصغر للزعيم الكوري الشمالي كيم إيل سونغ، بعد حادثة فصيل كابسان التي سعت دون جدوى لتحدي سلطة كيم إيل سونغ وموقع كيم يونج جو وريثًا واضحا في ذلك الوقت.  على هذا النحو، ظهرت ايديولوجية النظام المتآلف في سياق مناقشات السياسة الداخلية داخل حزب العمال الكوري والتحديات الخارجية التي شكلها الانقسام الصيني السوفياتي. تم تطبيق النظام الإيديولوجي المتآلف من قبل كيم إيل سونغ من أجل قمع المعارضة الداخلية وتوطيد هيمنة عائلة كيم على النظام السياسي في كوريا الشمالية. [بحاجة لمصدر] وضح كيم إيل سونغ المبادئ للجمهور في خطاب ألقاه في مجلس الشعب الأعلى في 16 ديسمبر 1967، بعنوان «دعونا نجسد روح الاستقلال الثورية، والاكتفاء الذاتي، والدفاع عن النفس بشكل أكثر دقة في جميع فروع نشاط الدولة».
أعاد كيم جونغ إيل كتابة المبادئ بمساعدة هوانغ جانغ يوب،  بعد أن أصبح كيم الوريث الجديد في فبراير 1974. كانت المبادئ المحدثة أطول ومددت عبادة الشخصية المحيطة بكيم. حصلت المبادئ على وضع رسمي في الحزب عام 1974. 
أصبحت المبادئ العشرة تحل محل دستور كوريا الشمالية والمراسيم الصادرة عن حزب العمال الكوري، وعمليًا، بمثابة القانون الأعلى للبلاد.
يجب أن يحفظ كل مواطن المبادئ العشرة، ويؤدي الولاء المطلق والطاعة لكيم إيل سونغ، وكيم جونغ إيل، وكيم جونغ أون. المبادئ جزء لا يتجزأ من الحياة السياسية والحياة اليومية للشعب ويجب ممارستها من خلال جلسات النقد الذاتي اليومية، في عملهم، ومدرستهم، وما إلى ذلك، وتشكل أساس عبادة الشخصية الكورية الشمالية. غالبًا ما تتم مقارنتها مع الوصايا العشر نظرًا لدورها المماثل في تشكيل حياة الناس اليومية واللغة التي يستحضرونها. 

## المبادئ العشرة
المبادئ العشرة الرئيسية الأصلية مدرجة أدناه:
1. يجب علينا أن نبذل قصارى جهدنا في النضال من أجل توحيد المجتمع بأكمله بالإيديولوجية الثورية للزعيم العظيم كيم إيل سونغ.
2. يجب أن نكرم الرفيق العظيم كيم إيل سونغ بإعطائه كل ولائنا.
3. يجب أن نجعل سلطة الرفيق العظيم كيم إيل - سونغ سلطة مطلقة.
4. يجب علينا أن نجعل إيمان القائد العظيم الرفيق كيم إيل سونغ الثوري إيماننا وأن نجعل تعليماته عقيدتنا.
5. يجب أن نلتزم بدقة بمبدأ الطاعة غير المشروطة في تنفيذ تعليمات الرفيق العظيم كيم إيل سونغ.
6. يجب علينا تعزيز أيديولوجية الحزب بأكمله وإرادته ووحدته الثورية، مع التركيز على القائد العظيم الرفيق كيم إيل سونغ.
7. يجب أن نتعلم من القائد العظيم الرفيق كيم إيل سونغ ونتبنى المظهر الشيوعي وأساليب العمل الثورية وأسلوب العمل الموجه نحو الناس.
8. يجب علينا أن نقدر الحياة السياسية التي منحنا إياها القائد العظيم الرفيق كيم إيل سونغ، وأن نرد بولاء على ثقته سياسته العظيمة بوعي واعتماد مهارة سياسية عالية.
9. يجب علينا أن ننظم لوائح تنظيمية قوية بحيث يتحرك الحزب والأمة والجيش بأكمله تحت قيادة الزعيم الوحيد والوحيد للقائد العظيم الرفيق كيم إيل سونغ.
10. يجب أن ننقل الإنجاز العظيم للثورة من قبل القائد العظيم الرفيق كيم إيل سونغ من جيل إلى جيل ورثه واستكماله حتى النهاية.

### نسخة مفصلة
وفيما يلي نسخة أكثر تفصيلاً للمبادئ العشرة:

### استشهد
- Lim Jae-Cheon (2015). Leader Symbols and Personality Cult in North Korea: The Leader State. New York: Taylor & Francis. ISBN:978-1-317-56740-0. مؤرشف من الأصل في 2020-01-25.

## روابط خارجية
- النص الكامل للمبادئ العشرة. تنسيق PDF، باللغة الإنجليزية (رابط بديل هنا؛ مؤرشف هنا )